# Pieve di San Lorenzo (Borgo San Lorenzo)
La pieve di San Lorenzo è il principale luogo di culto cattolico di Borgo San Lorenzo.

## Storia e descrizione
La pieve è ricordata nel 934, ma l'attuale chiesa è il risultato di una ricostruzione del XII–XIII secolo. 
Originale è anche il campanile in cotto a pianta esagonale irregolare, impostato sull'abside e aperto da cinque piani sovrapposti di monofore e bifore. Sulla sommità trovano alloggio sei campane in Mi3 fuse dal fonditore pratese Santi Gualandi nel 1826, di cui la maggiore del peso di circa 1400 kg. Ognuna di esse ha dei nomi: la Grossa, la Misericordia, la Terza di Sù, la Terza di Giù, la Danda e la Piccina.
L'interno a tre navate divise da colonne e pilastri quadrangolari termina in una sola, grande abside semicircolare, nel quale la monumentalità spaziale si coniuga ad una sobria decorazione dei capitelli interni, con volute angolari e foglie stilizzate. Agli altari laterali e sui pilastri si trovano alcune opere, in parte nella loro collocazione originale, in parte confluite in seguito da altri edifici, che costituiscono un insieme di altissimo livello di testimonianze artistiche.
Sulla controfacciata sono stati recentemente collocati due dipinti: la tavola con la Madonna col Bambino e i Santi Giovanni battista e Tommaso, databile al 1510 - 1515 circa, fu commissionata al giovane Piero di Cosimo probabilmente dalla Confraternita della Madonna, detta della Natività della Vergine o degli Azzurri per il loro oratorio annesso alla pieve, oggi intitolato a Sant'Omobono. Il dipinto, restaurato tra 2005 e 2006, proviene dal Santuario del Santissimo Crocifisso dei Miracoli dove si trovava dalla metà del Settecento. La tela con la Pentecoste anch'essa in controfacciata è invece opera di Jacopo Vignali.
Nella navata destra si trova il San Giovanni Battista, tarda opera di Galileo Chini (1950) sormontato da una lunetta di Salvatore Cipolla (2000). Al secondo altare, della famiglia Cocchi, è la Deposizione di Cesare Velli firmata e datata 1592, commissionata da Francesca, vedova di Giovanbattista Cocchi, in sua memoria. Segue una Madonna del Rosario con Santi attribuita a Jacopo Vignali, e Madonna col Bambino in trono di Agnolo Gaddi databile all'ultimo decennio del Trecento. In fondo alla navata destra è una Croce dipinta della fine del XIV secolo, di scuola fiorentina prossima a Lorenzo Monaco.
Al penultimo pilastro della navata destra si trova la Madonna col Bambino su tavola attribuita a Giotto, proveniente dall'oratorio di Sant'Omobono Il frammento, facente parte di un dipinto più grande di forma cuspidata, fu ritrovato sotto un dipinto più recente e fu restaurato dall’Opificio delle Pietre Dure nel 1982-84. Considerato autografo dalla maggior parte degli studiosi, è avvicinabile alle Storie di Isacco della Basilica Superiore di Assisi e comunque alla fase giovanile del pittore.
Sulla faccia posteriore del pilastro dove è collocata la tavola di Giotto è un'altra tavola, in questo caso di un pittore neogiottesco, una Madonna col Bambino di Niccolò di Pietro Gerini collocabile intorno al 1375-80 circa.
All'altare maggiore è un Crocifisso ligneo del XVI secolo, vicino, nel modellato, alle opere di Jacopo Sansovino. Le pitture del catino absidale, raffiguranti Cristo benedicente tra i Santi Lorenzo e Martino sono di Galileo Chini (1906).

Nella navata sinistra si trova un'altra tela di Jacopo Vignali raffigurante l'Immacolata Concezione e i Santi Antonino, Caterina d'Alessandria, Caterina da Siena e Giovanni Evangelista, seguita da una tavola con i San Sebastiano tra i Santi Macario e Vincenzo Ferreri del boghigiano Francesco Bacchiacca (con Angeli nella lunetta), databile al 1515 circa. All'altare seguente è la tela con la Vergine che intercede presso Cristo perché cessi di scagliare i dardi della peste, alla presenza dei Santi Domenico e Francesco di Matteo Rosselli, firmata e datata 1615.

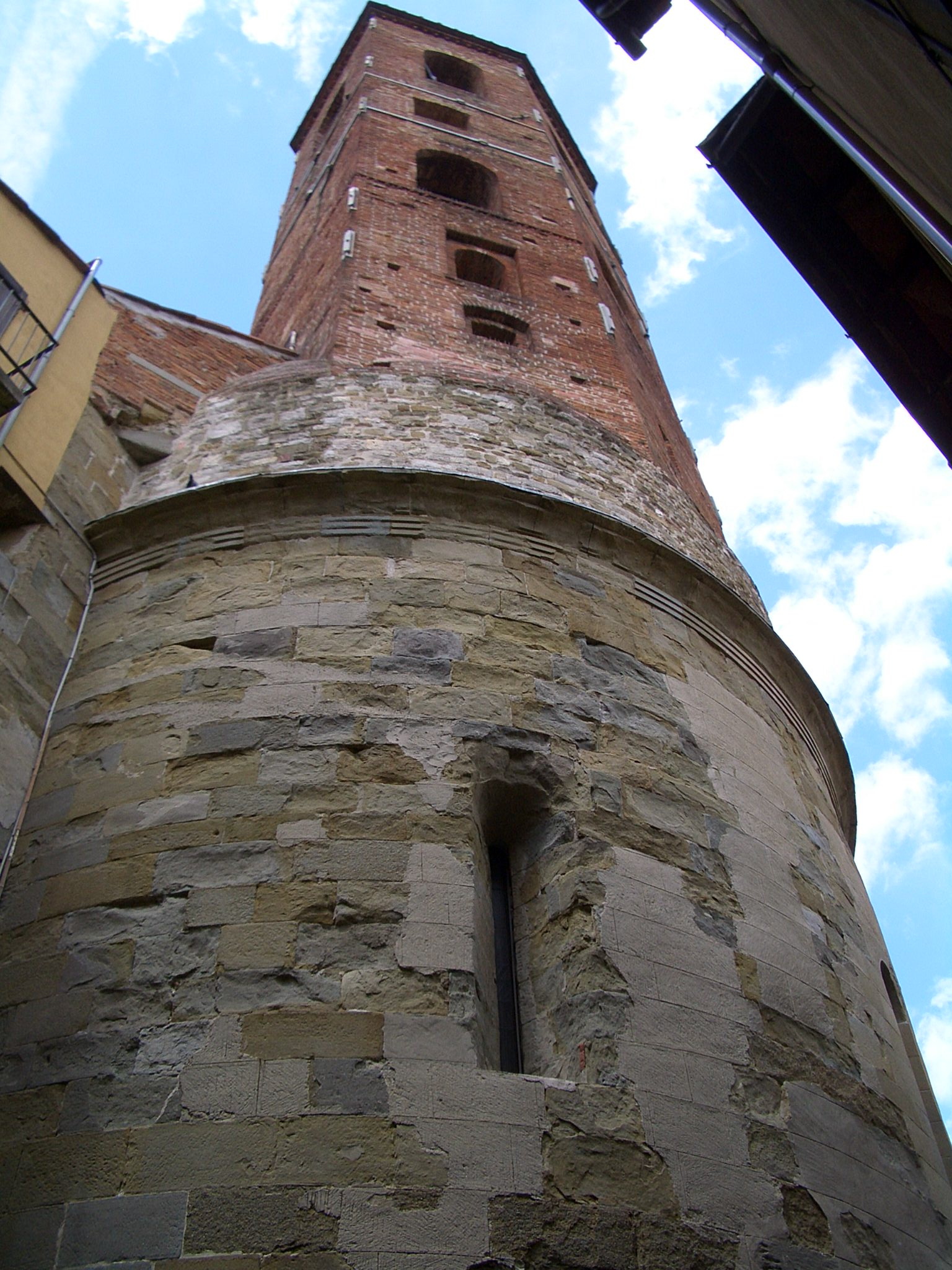
Retro della Pieve di San Lorenzo con il campanile che si innesta direttamente sopra l'abside.